# 9159 McDonnell
9159 McDonnell è un asteroide della fascia principale. Scoperto nel 1984, presenta un'orbita caratterizzata da un semiasse maggiore pari a 2,3453330 au e da un'eccentricità di 0,1142596, inclinata di 6,39739° rispetto all'eclittica.
L'asteroide è dedicato allo scienziato britannico James Anthony Michael McDonnell.